# Reach (Cambridgeshire)

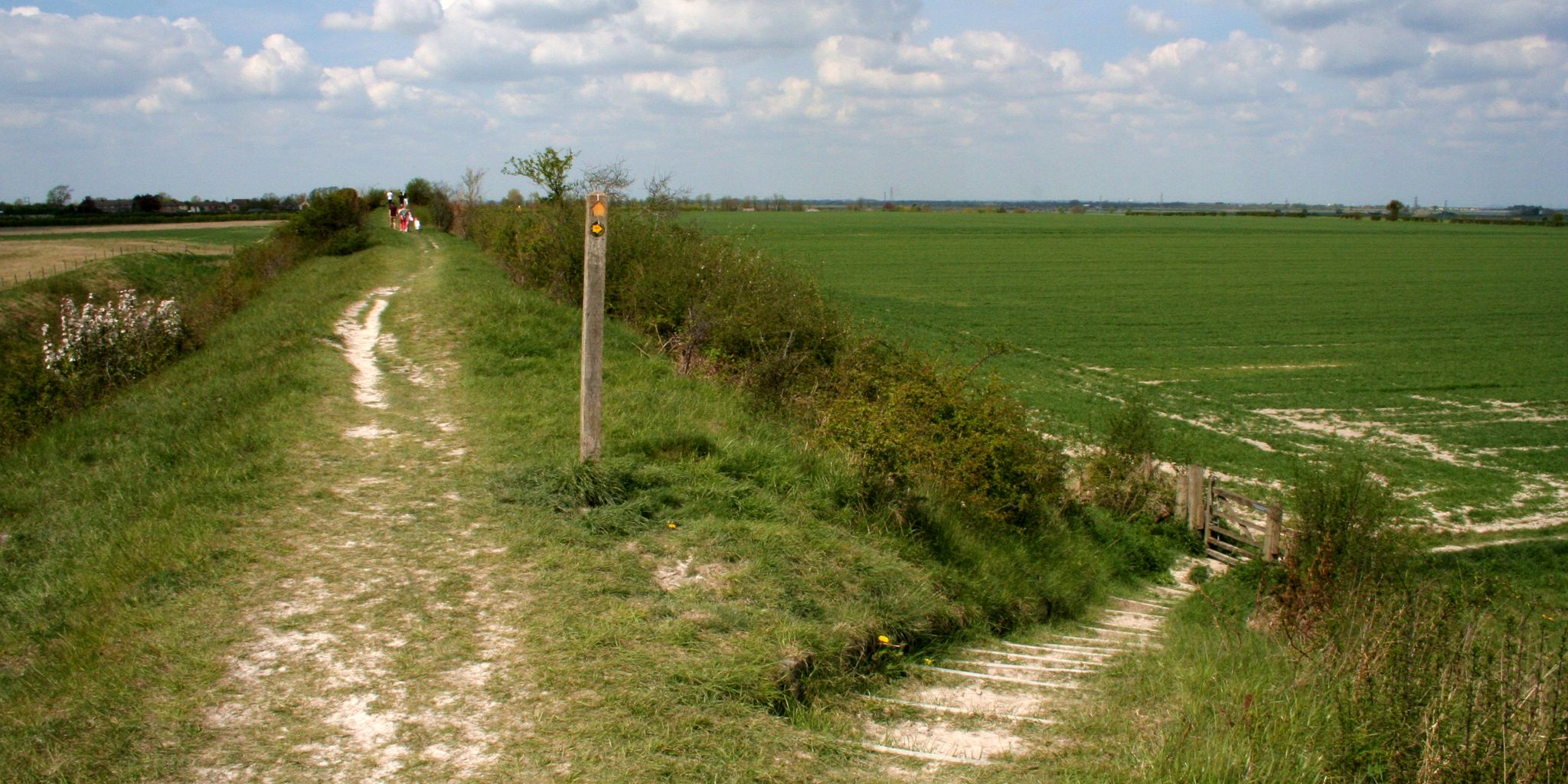
Blick in Richtung Reach vom Devil’s Dyke

Reach ist eine Gemeinde in Cambridgeshire, England, am Rande der Marschländer von East Cambridgeshire. Auf dem Dorfschild finden sich für den Ort die beiden Schreibweisen Reach und Reche.

## Lage
Der Ort liegt am nördlichen Ende der historischen Befestigungsanlage Devil’s Dyke und am Beginn des Kanals Reach Lode. Er liegt auch an der Grenze zwischen Marschland und höher gelegenem Land. Unmittelbar im Zentrum des Ortes beginnt ein sich nach Süden erstreckender niedriger Landrücken, der bald eine Höhe von 15 m über NN erreicht. Reach ist ungefähr 2,5 km in westlicher Richtung vom deutlich größeren Ort Burwell entfernt.

## Geschichte
Reach war im frühen Mittelalter ein wichtiger Handels- und Hafenplatz. Von der Lage auf einem Landstreifen (altenglisch: rece) direkt am Wasser leitet sich wahrscheinlich auch der Name ab. Der Ort diente mit seinem einfachen Hafen als Umschlagsplatz für Waren, die von Land weiter über die Wasserwege im Fen-Gebiet transportiert werden sollten. Der Hafen wurde nachweislich von mindestens 1125 bis zu seiner Schließung um 1885 kommerziell genutzt. Während dieser Zeit exportierte Reach auch Baumaterialien, die in nahe gelegenen Steinbrüchen gewonnen wurden, in verschiedene Orte, die von hier auf dem Wasserwege erreichbar waren. Der Kanal Reach Lode ist Teil eines Systems von Wasserwegen, das sich durch das Fen-Gebiet bis zur Nordsee zieht. Es wird immer wieder angenommen, dass diese Kanäle aus römischer Zeit stammen, sie sind spätestens seit den 1070er-Jahren urkundlich nachweisbar. Der Kanal existiert bis heute, ist für nicht-kommerzielle Fahrzeuge immer noch schiffbar und verbindet Reach mit dem Fluss Cam.
Der Wall und der Graben von Devil’s Dyke teilte die Siedlung in zwei Teile, deren westlicher immer der bevölkerungsreichere war. Die Befestigungen innerhalb des Ortes wurden bereits im 13. Jahrhundert teilweise abgebrochen. Spätestens im 18. Jahrhundert wurden die verbliebenen Reste abgetragen und der Graben aufgefüllt, um den heutigen zentralen Veranstaltungsplatz zu bauen.
Reach bekam erst 1954 den Status als eigenständige Gemeinde, vorher war es eine kleine Siedlung auf der Grenze der Gemeinden Burwell und Swaffham Prior. Die beiden Teile bezeichnete man zwischen 1600 und 1800 auch gelegentlich als East Reach und West Reach. Kirchlich gehörte der Ort den größten Teil seiner Geschichte zu Swaffham Prior, bildet heute aber eine gemeinsame Gemeinde mit Burwell.
Vom 13. Jahrhundert bis 1552 gab es im Ort eine kleine Kapelle. Die heutige Dorfkirche, ursprünglich Holy Trinity School Church und später umbenannt in St. Etheldreda, wurde 1860 am Ort dieser Vorgängerkapelle erbaut. Teile des gotischen Mauerwerks der alten Kapelle sind immer noch hinter der neuen Kirche sichtbar. Von 1860 bis 1960 verfügte der Ort über eine eigene kleine Schule.

## Reach Fair
Im Ort wird jährlich Reach Fair veranstaltet, einer der ältesten Jahrmärkte Englands. Der Markt wurde ursprünglich um Christi Himmelfahrt herum veranstaltet, findet heute aber immer am Bank holiday Anfang Mai statt. Die Gründungsurkunde stellte 1201 König John aus. Der Markt hatte historisch große regionale Bedeutung und dauerte meistens drei Tage. Er wird heute auf dem zentralen Platz Fair Green des Ortes abgehalten. Er soll in der Zeit seines Bestehens nur zwei Mal abgesagt worden sein. Ursprünglich hatte Reach Fair den Charakter eines Marktes für den Handel mit Gütern jeder Art. Ab dem 15. Jahrhundert verschob sich der Schwerpunkt zunächst zu einem Viehmarkt und ab 1900 zu einem reinen Volksfest.
Eine Tradition des Jahrmarktes ist es, dass der Bürgermeister und andere Gemeinderatsmitglieder Geldstücke in die Menge werfen, die für die Jugend des Ortes gedacht sind.

## Dorfleben
Im Dorf gibt es das Gasthaus „The Dyke’s End“, das von den Dorfbewohnern 1999 vor der Schließung bewahrt wurde und 2005 einen offiziellen Besuch von Prince Charles erhielt. Es ist das letzte von sieben Gasthäusern, über die Reach im 19. Jahrhundert verfügte.
Für die Schulausbildung steht zunächst die Grundschule Swaffham Prior Primary School und anschließend meist das Bottisham Village College in den Nachbardörfern zur Verfügung. Weiterführende Schulen gibt es in Cambridge.

## Fotos

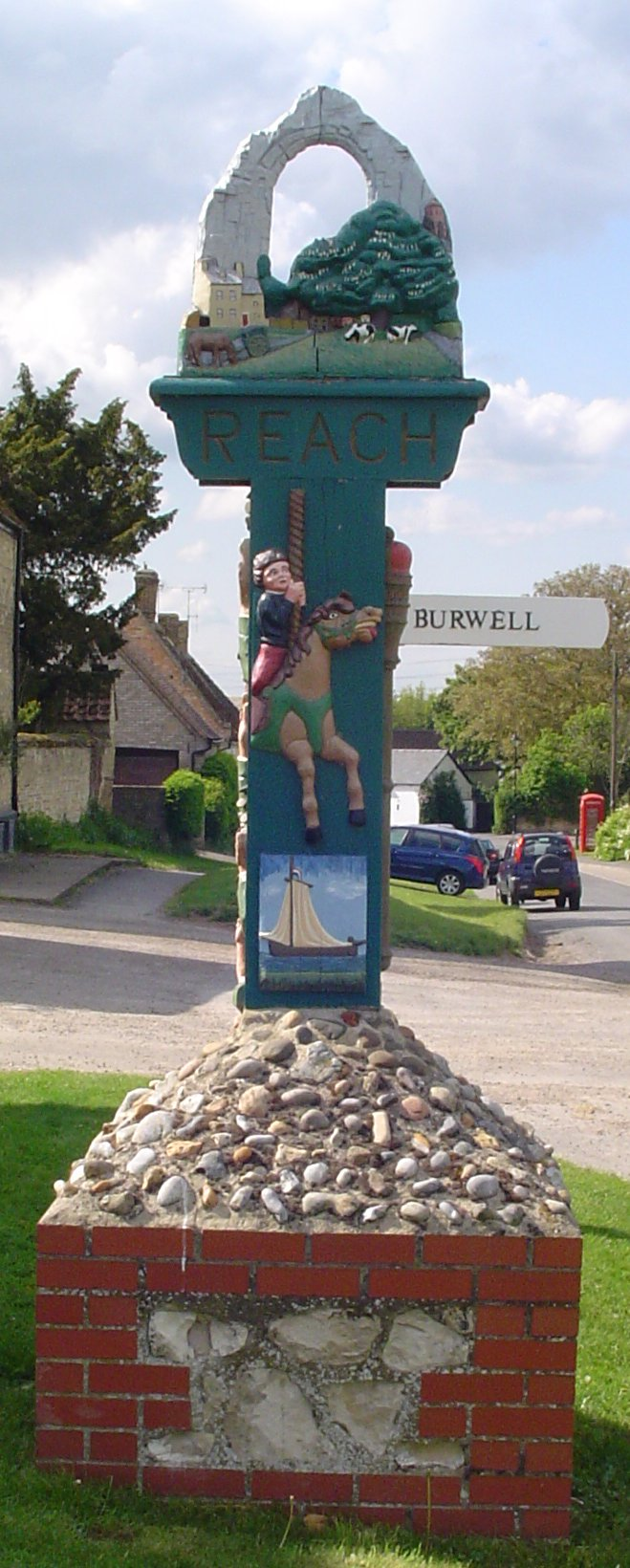
Dorfschild im Ortszentrum: Reach
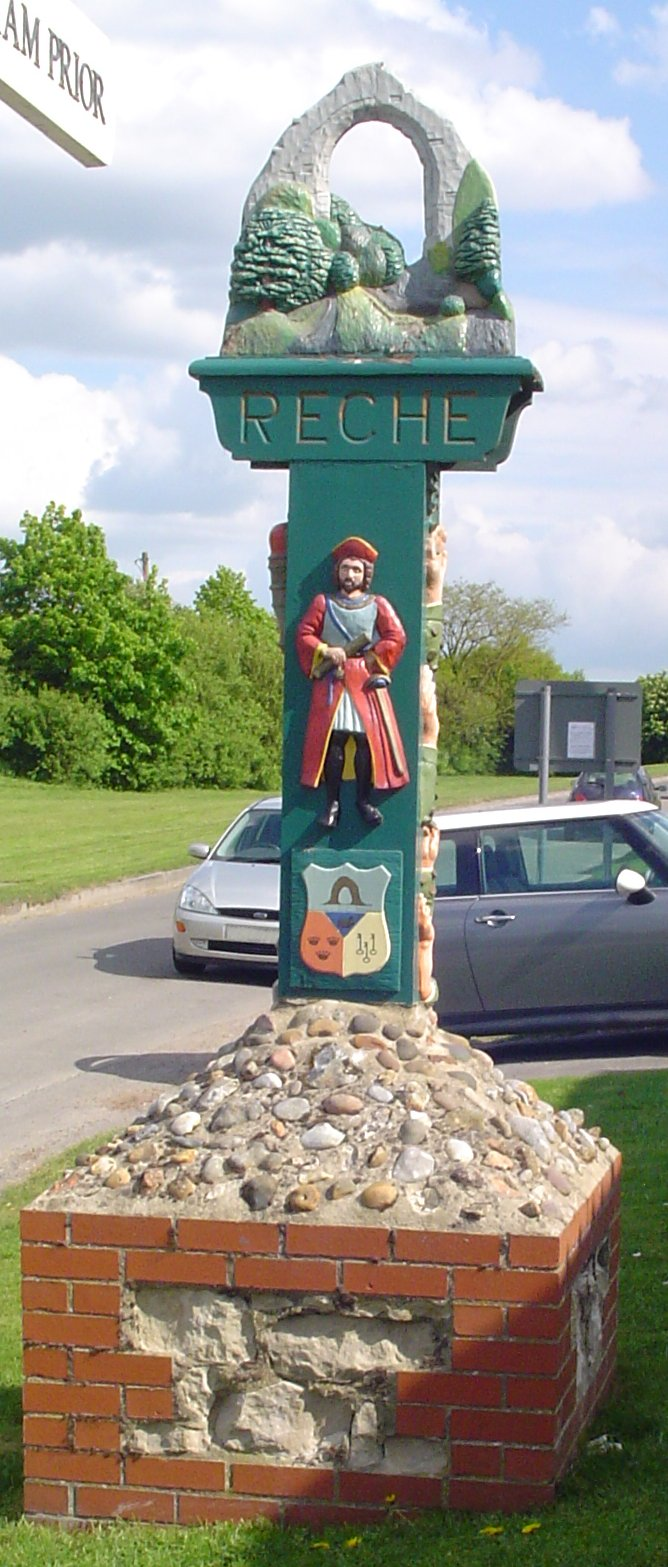
Dorfschild im Ortszentrum: Reche
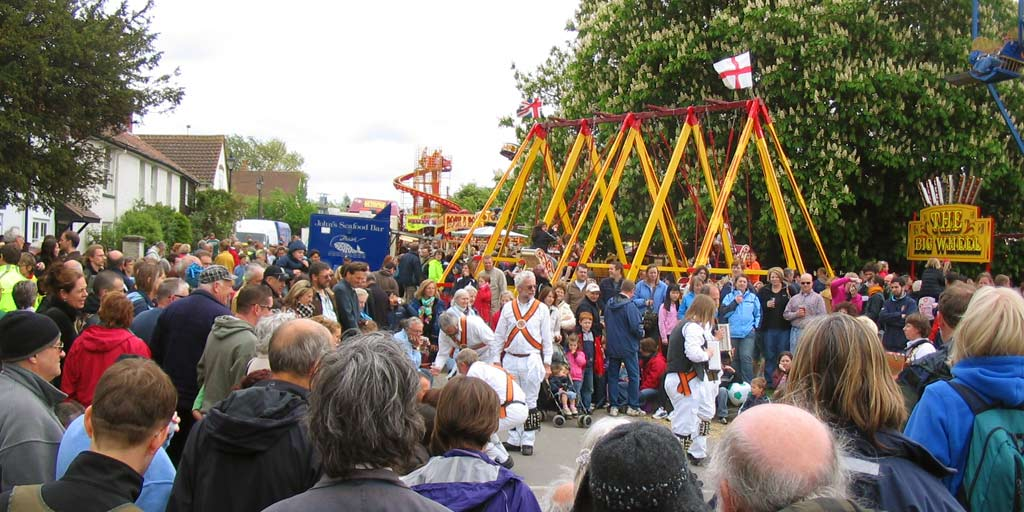
Der Jahrmarkt Reach Fair 2009
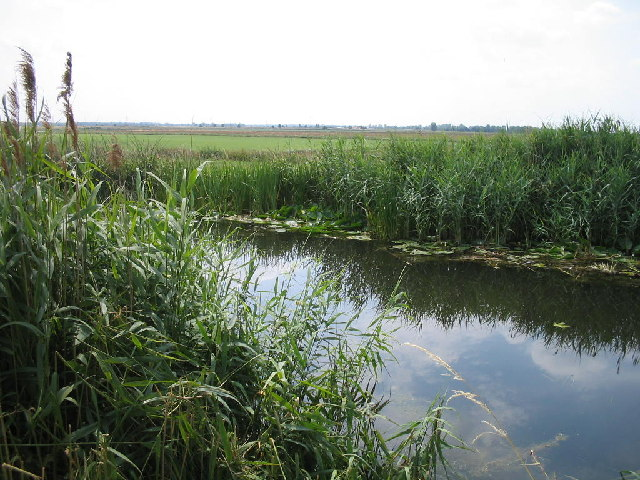
Der Kanal Reach Lode